# Danijela Grgić
Danijela Grgić (Banja Luka, 28. rujna 1988.), hrvatska atletičarka, svjetska i europska juniorska prvakinja na 400 m. 
Za vrijeme rata, njena obitelj, bila je prognanička i iz Kotor Varoša, otišli su u švicarski grad Basel, a nakon toga u Strmec Samoborski kod Zagreba. U osnovnoj školi, počela se baviti atletikom u AK Mladost Zagreb. Uskoro je počela nizati odlične rezultate u trčanju na 400 metara. Osvojila je 1. mjesto, na Europskom juniorskom prvenstvu u litavskom gradu Kaunasu, 2005. godine te 1. mjesto na Svjetskom juniorskom prvenstvu u Pekingu, 2006. godine, kada je postavila i novi hrvatski rekord na 400 m - 50.78 sekundi, koji je prije nje držala Jelica Pavličić čak 32 godine. Osigurala je A normu za nastup na Olimpijskim igrama u Pekingu 2008. Dobitnica je nagrade „Franjo Bučar”, 2006. Hrvatski olimpijski odbor, u rujnu 2007., dodijelio joj je nagradu "Dražen Petrović" za najperspektivniju mladu sportašicu Hrvatske. 

## Vanjske poveznice
- AK Agram - Danijela Grgić  Arhivirana inačica izvorne stranice od 8. siječnja 2010. (Wayback Machine)
- Index.hr - Danijela Grgić svjetska juniorska prvakinja (slika)